# LOVE②くらっち
「LOVE②くらっち」（ラブラブくらっち）は、日本の女性歌手グループ・BeForUのメンバー、Noriaのソロデビューシングルである。

## 解説
2006年10月18日にavex modeより「CDのみ」、「CD+DVD」の2形態で発売された。DVDには「LOVE②くらっち」のプロモーションビデオが収録されている。
同じくBeForUのメンバーである小坂りゆのシングル「大和撫子魂」と同日にリリースされた。小坂りゆとのシングル同時発売にあわせコナミスタイルより限定発売されたスペシャルボックス「小坂りゆ Noria SPECIAL CD-BOX」には、一般流通版とは違った「LOVE②くらっち」のリミックスが3曲収録されている。
PlayStation 2版『pop'n music14 FEVER!』提供曲。

## 収録曲

### CD
全曲作詞：Noria / 作曲：鳴瀬シュウヘイ
1. LOVE②くらっち
編曲：鳴瀬シュウヘイ
2. LOVE②くらっち Live House とっぷぎあ Ver.
編曲：明石昌夫
3. LOVE②くらっち Holiday にゅーとらる Ver.
編曲：bice
4. LOVE②くらっち instrumental

### CD（小坂りゆ Noria SPECIAL CD-BOX）
全曲作詞：Noria / 作曲・編曲：鳴瀬シュウヘイ
1. LOVE②くらっち
2. LOVE②くらっち Route00. おーとまVer.
3. LOVE②くらっち Old School ぎゃくはんVer.
4. LOVE②くらっち ElectRock えあばっぐ / Featuring Guitar Noria Ver.
5. LOVE②くらっち instrumental

### DVD
1. LOVE②くらっち 〜PROMOTION CLIP〜
2. LOVE②くらっち 〜ANIMATION CLIP〜